# ست
ست هو إله الصحراء، والعواصف، والأجانب في الديانة المصرية القديمة. في الأساطير اللاحقة كان أيضًا إله الظلام والفوضى.
في الأساطير الفرعونية، يصور ست بالغاصب الذي قتل وشوه اخاه أوزوريس. قامت إيزيس زوجة أوزوريس بإعادة تجميع جثته وتحنيطه. سعى حورس ابن أوزوريس نحو الانتقام من ست، وتصف الأساطير صراعاتهم. وفاة أوزيريس والمعركة بين حورس وست هو حدث شعبي في الأساطير المصرية.
أما في عصر احتلال الهكسوس لمصر (وقد طردهم ملك مصر أحمس) فقد دمج هؤلاء بين ست ومعبودهم السامي بعل (بعر بالهيروغليفية) وأصبح كبير آلهتهم فعبدوه وقدّسوه تحت اسم سوتخ.

## أسطورة إيزيس وأوزوريس
كان ست من أهم أعضاء الشرف في أسطورة إيزيس وأوزوريس فهو الذي قتل أخيه أوزوريس ولذلك أصبح إله الشر والعنف. تزوج من أخته نيفتيس وقُتل على يد حورس ابن أخيه أوزوريس.
طبقا للأسطورة الدينية المصرية القديمة أن الإله جب إله الأرض كان متزوجا من آلهة السماء نوت، وأنجب منها أربعة أبناء: هم: إيزيس وأوزوريس وست وأختهم نيفتيس. تزوجت إيزيس أخيها أوزيريس، وتزوج ست أخته نيفتيس، ولكن ست كان غيورا من أوزوريس وزوجته أيزيس.
وذكر ست  في إحدى الأساطير في مصر القديمة وكان يعتبر رمزا للقوة والعزم. وكان أوزيريس أخوه. وطبقا للأسطورة الدينية أن ست القوي قتل أخاه أوزوريس الذي كان طيبا وعادلا بسبب الحسد، وقام بعد قتله بتوزيع أجزاء الجسم في أنحاء القطر المصري. وكانت إيزيس زوجة أوزوريس، فقامت بجمع أجزاء جسده - ويعتبر ذلك أول عملية لتحنيط الموتى في التاريخ - وعاشرت جسم أوزوريس، ثم أنجبت ولدا هو حورس الذي أراد أن ينتقم من عمه ست ويأخذ بثأر أبيه. لذلك يُسمى حورس أحيانا «حامي أبيه» أو «المنتقم لأبيه». وفقد حورس في تلك المعركة عينه اليسرى. وتبوأ عرش مصر.
أصبح أوزوريس  إله الحساب في العالم الآخر، وأصبح حورس ملك الحياة الدنيا. أما ست  فقد عاد تمجيده من قبل فراعنة مصر في عصور الدولة الحديثة، فكانوا بستعينون به كإله الجبروت والبطش والانتصار. ويقدمون له القرابين بغرض مساعدتهم في محاربة أعدائهم. وأعزيت إليه انتصارات كبيرة. كما اتخذ بعض فراعنة مصر في ذلك العصر اسمهم من اسم ست .
تمثل فرعون مصر ب حورس كإله الحكم على الأرض في الوقت الذي اعتقد فيه المصري القديم أن أبوه الإله أوزوريس هو من يقابل الأموات في السماء ويجرى معهم حساب ما فعلوه في دنياهم. يعاون أوزوريس في ذلك الأبناء الأربعة الصغار لحورس، وهم: حابي

## صراع حورس وست
إنَّ صراع ست مع أخيه (أو ابن أخيه) حورس على عرش مصر يُعتبر أحد أهم عناصر الأساطير المصرية. وعلى الرغم من أن المنافسة بينهما غالباً ما اتسمت بالعنف إلا إنه قد تم وصفُها أيضاً بالحكم القانوني أمام تاسوع هليوبوليس، الذي يتكون من مجموعة من المعبودات المصرية، لإقرار من سيكون وريث عرش مصر. ربما يكون قاضي هذه المحكمة هو المعبود جب، الذي تولى العرش قبلهم بحكم أنه والد أوزوريس وست؛ وقد يكون هو الإله الخالق رع أو آتوم الذي أنشأ النظام الملكي في مصر. كما تلعب أيضاً معبودات أخرى في هذه الاسطورة أدواراً مهمة: فقد تدخل جحوتي من وقت لآخر في النزاع بصفة الموفق بينهما أو بصفته مساعد القاضي الإلهي، وفي أثناء هذه المجادلة تستخدم إيزيس دهائها وقواها السحرية لمساعدة ابنها.
لقد تم تصوير التنافس بين حورس وست على عرش مصر في روايتين مختلفتين. ويرجع زمن ظهور مشاهد كل رواية منهما مع نصوص الاهرام التي تُعتبر أقدم مصدر من مصادر هذه الأسطورة. فيوجد في بعض تعاويذ هذه النصوص أن حورس هو ابن أوزوريس، وأن ست هو عمه شقيق أوزوريس، وأن واقعة اغتيال أوزوريس هي القوة الدافعة الرئيسية لهذا الصراع. كما تصور مصادر أخرى من تراث قدماء المصريين أن حورس وست أشقاء. ويستمر هذا التناقض في العلاقة بين حورس وست في العديد من المصادر اللاحقة، حيث تُعتبر العلاقة بينهما هي علاقة أخوة في بعض النقاط وعمومة في نقاط أخرى من نفس النص.

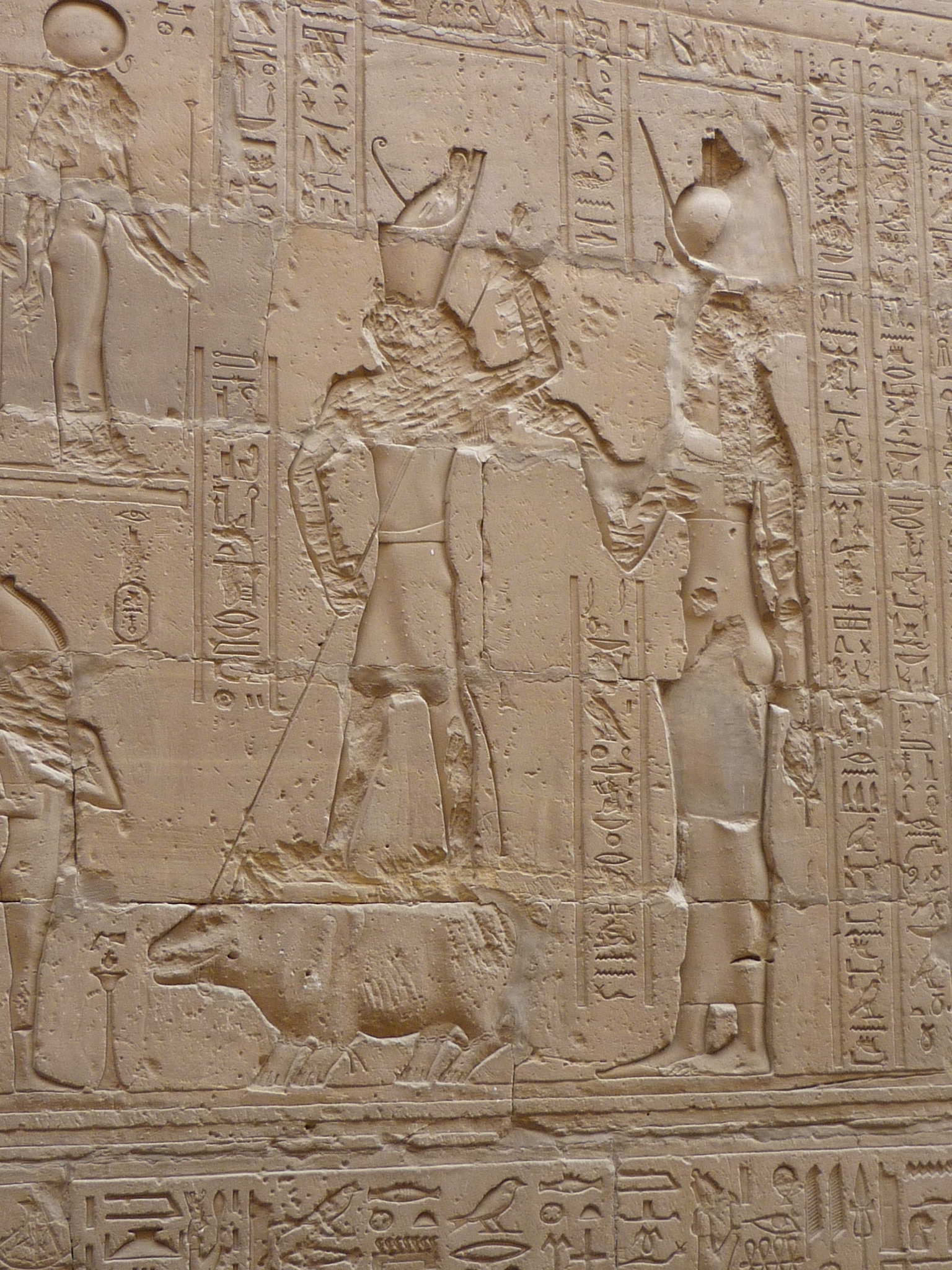
حورس يضرب ست بالرمح، الذي (ست) يظهر في هيئة فرس النهر، وايزيس تراقب

يتضمن هذا الصراع الإلهي العديد من الوقائع. فتصف وقائع المحاكمة أن الإلهين يناشدان الآلهة ان يفصلوا في النزاع، ويسمحو بالتنافس في أنواع مختلفة من المسابقات، مثل سباق القوارب أو ان يقاتل كلاً منهما الآخر على هيئة فرس النهر، وذلك لتحديد المنتصر. ونجد في هذه الرواية استمرار فوز حورس على ست، ودعم معظم الآلهة الأخرى لموقفه. وعلى الرغم من ذلك فإن النزاع استمر لمدة ثمانين عاماً، ويرجع السبب في ذلك إلى ان القاضي (الإله الخالق) كان إلى حد كبير يفضل ست على حورس. اما في نصوص الشعائر اللاحقة، فنجد ان الصراع بينهما يتميز بمعركة ضخمة يشارك فيها اتباع المعبودين. ويمتد الصراع في عالم الآلهة ويتجاوز ما وراء المتقاتلين. فلقد حاولت ايزيس في إحدى نقاط الاسطورة ان ترمي ست بالحربة اثناء خوضه معركة مع ابنها، إلا انها اصابت حورس بدلاً منه، الذي بدوره قطع رأسها في نوبة من الغضب. وقام جحوتي بإستبدال رأس ايزيس براس بقرة؛ فالقصة تعطي اصلاً اسطورياً لغطاء الرأس ذو قرون البقرة الذي عادةً ما ترتديه ايزيس.
إن ست يغتصب حورس جنسياً في الواقعة الرئيسية من الصراع. ويعنى هذا الانتهاك جزئياً اهانة خصمه، إلا انه ينطوي ايضاً على رغبة جنسية بما يتماشى مع إحدى السمات الاساسية التي يتمتع بها ست (القوة الجنسية الجامحة). واقدم رواية لهذه الواقعة نجدها في قصاصة بردية ترجع للدولة الوسطى، حيث يبدأ اللقاء الجنسي عندما يطلب ست ممارسة الجنس مع حورس، الذي يوافق بشرط ان يمنحه بعضاً من قوته. ويعرض هذا اللقاء حورس إلى الخطر، نظراًلأن السائل المنوي يعتبره التراث المصري مادة قوية وخطيرة تشبه السم. فوفقاً لبعض النصوص نجد ان سائل ست المنوي يدخل إلى جسم حورس ويتسبب في مرضه، إلا ان حورس في ادعاءات المحاكمة احبط تأثير ست عن طريق إلتقاط سائله المنوي بقبضة يده. وتنتقم ايزيس بوضع سائل حورس المنوي على ورق الخس الذي يأكله ست. وتتضح هزيمة ست عندما يظهر هذا السائل المنوي على جبهته على هيئة قرص ذهبي. فقد أصبح مخصباً ببذور منافسه، ونتيجة لذلك يلد القرص الذهبي. وفي خلال ادعائات المحاكمة يأخذ جحوتي القرص ويضعه فوق رأسه؛ ونجد في الروايات الاقدم ان جحوتي هو من يتم ولادته بهذه الطريقة الشاذة.
إن التشويه الذي يلحقه كل مقاتل بالثاني يُعتبر واقعة مهمة أخرى: فلقد قام حورس بإصابة أو سرقة خصيتي ست، وقام ست بتدمير أو إقتلاع إحدى عيني حورس أو كلاهما. ونجد في بعض الروايات انه قد تمزيق العين إلى اشلاء. ويمثل التشويه الذي اصاب ست فقدان لرجولته وقوته. اما إقتلاع العين الخاصة بحورس فهو امر أكثر اهمية، فسرقة العين الخاصة بحورس تمثل مجموعة متنوعة من المفاهيم في الديانة المصرية القديمة. فاحدى ادوار حورس الرئيسية متمثلة في انه معبود السماء، ولهذا السبب تم اعتبار عينه اليمنى هي الشمس واليسرى هي القمر. ولذلك فإن سرقة أو تدمير العين الخاصة بحورس تمت مساواتها مع ظلام القمر اثناء دورته الشهرية، أو خسوفه. فمن الممكن ان يستعيد حورس عينه المفقودة، أو قد تسترجعها له المعبودات الأخرى بما فيهم ايزيس، وجحوتي، وحتحور أو تقوم بمعالجتها من اجله. وتجادل كلاً من عالمي المصريات هيرمان وفيلدي حول ان فقدان خصيتي ست هي التغيير المتأخر على رواية خسارة سائل ست المنوي لصالح حورس، وان القرص الذي على هيئة القمر الذي انبثق من رأس ست بعد تلقيحه ما هو إلا العين الخاصة بحورس. وبالتالي فإن واقعة التشويه والاغتصاب الجنسي تشكل قصة واحدة، حيث يعتدي ست على حورس ويفقد السائل المنوي لصالحه، وينتقم حورس ويلقح ست، ويصبح ست في حوذة العين الخاصة بحورس عندما تظهر على رأس ست. ونظراً لان جحوتي هو معبود القمر بالإضافة إلى وظائفه الأخرى، فمن المنطقي وفقاً لعالم المصريات فيلدي ان ينبثق جحوتي على هيئة العين ويتدخل كوسيط بين المعبودين المتناحرين.
وعلى أي حال يمثل استعادة حين حورس لكمالها عودة القمر إلى سطوعه الكامل، وعودة الملكية لحورس، والعديد من جوانب ماعت الأخرى. واحياناً يصاحب استرجاع العين الخاصة بحورس استرجاع خصيتي ست، بحيث يكتمل كلاً منهما بالقرب من اختتام تناحرهما.

## اقرأ أيضا
- ديانة قدماء المصريين
- أيزيس
- أوزوريس
- حورس
- نيفتيس
- اسطورة إيزيس وأوزوريس